# Casa Moritani
La Casata Moritani è una dinastia presente nei romanzi di fantascienza del ciclo di Dune e soprattutto del ciclo Il preludio a Dune.
La Casa Moritani regna sul pianeta Grumman, secondo pianeta di Niushe. Ne Il preludio a Dune tale casa è guidata dal Visconte Hundro Moritani, personaggio particolarmente facile all'ira e all'odio. Sotto la sua guida, la Casa Moritani si distingue per una feroce guerra con la Casa Ecaz. 
Inoltre, in alleanza con la Casa Harkonnen, il Visconte tenta di conquistare il pianeta Caladan, patria della Casa Atreides, momentaneamente indifeso a causa dell'impegno militare lanciato dal Duca Leto Atreides a sostegno della riconquista del pianeta IX da parte della Casa Vernius. Il tentativo dell'alleanza Harkonnen-Moritani fallisce grazie ad un trucco orchestrato dal Mentat Thufir Hawat, il quale fa credere all'esercito invasore che gli Atreides hanno una flotta navale enorme, quando in realtà sono innocue barche da pesca adeguatamente camuffate.
La Casa Moritani si macchia anche dell'attacco al pianeta Ginaz, dopo alcuni dei loro studenti erano stati espulsi con disonore dalla loro rinomata Scuola dei Maestri di Spada.